# 레이크우드 처치 센트럴 캠퍼스
레이크우드 처치 센트럴 캠퍼스(영어: Lakewood Church Central Campus)은 미국 텍사스주 휴스턴에 위치한 과거 실내 경기장이면, NBA 휴스턴 로키츠와 WNBA 휴스턴 코메츠 그리고 IHL/AHL 휴스턴 에어로스와 WHA 휴스턴 에어로스의 홈경기장으로 사용했다. 하지만 현재 종교단체인 레이크우드 교회가 종교 시설로 사용하고 있다.